# Nephrops norvegicus
Nephrops norvegicus (Linnaeus, 1758), conhecida pelos nomes comuns de lagosta-da-noruega ou lagostim (quando em preparações culinárias por vezes referido como langoustine, langostino ou scampi), é uma espécie de lagosta, caracterizada por um corpo esguio de coloração alaranjada a rosada, que pode atingir os 25 cm de comprimento. É objecto de importantes capturas, sendo considerada «o mais importante crustáceo alvo de exploração comercial na Europa». A espécie é a única remanescente do género Nephrops, já que várias espécies taxonomicamente próximas foram movidas para o género Metanephrops. A sua distribuição natural incluiu o nordeste do Oceano Atlântico e partes do Mediterrâneo, mas está ausente do Mar Báltico e do Mar Negro. Os adultos emergem dos seus abrigos escavados na vasa durante a noite para se alimentarem de vermes e peixes.

## Descrição
A espécie Nephrops norvegicus apresenta a forma corporal típica das lagostas, apesar de mais esguia do que as espécies maiores do género Homarus. Em geral apresenta uma cor alaranjada pálida tendo os adultos tipicamente 18-20  de comprimento, atingindo excepcionalmente os 25 cm de comprimento, incluindo a cauda e as pinças. O cefalotórax é recoberto por uma carapaça, enquanto o abdómen é longo e segmentado, terminando numa cauda que se alarga em leque. Os primeiros três pares de patas têm garras, das quais o primeiro par são grandemente alongados e apresentam linhas de espinhos. Dos dois pares de antenas, o segundo é mais longo e fino. Há longo rostrum espinhoso e os olhos compostos são em forma de rim, característica que deu o nome ao género (do grego νεφρός nephros, "rim"; e ops, "olho").